# Fatmir Sejdiu
Fatmir Sejdiu, född 23 oktober 1951 i Pakashtice nära Besiana, Jugoslavien, är en politiker som mellan 2006 och 2010 var Kosovos president och partiledare för LDK.
Hans föregångare var Ibrahim Rugova. Den 10 februari 2006 valdes Fatmir Sejdiu till president.
Han gick i grundskolan i staden Besiana (då Podujeva). 1974 var han färdig med sin utbildning inom juridik på Pristinas universitet. Han har varit lärare på Pristinas universitets juridikfakultet.
Han var en av grundarna av det kosovanska, borgerliga politiska partiet Kosovos demokratiska förbund (LDK) som bildades 1989. 1994 blev han vald till generalsekreterare i Kosovos demokratiska förbund. 1992 blev han invald i Kosovos parlament för första gången. 1998 blev han återigen vald. Vid det första efterkrigsvalet till parlamentet 2001 blev han återigen invald i parlamentet. Vid det efterföljande parlamentsvalet 2004 blev han fortsatt vald till parlamentsledamot.